# Készletmoly
A készletmoly (Ephestia elutella) a valódi lepkék közül a fényiloncafélék (Pyralidae) családjának karcsúmolyok (Phycitinae) alcsaládjába tartozó, kártevő lepkefaj.

## Elterjedése, élőhelye
Az egész világon elterjedt. Magyarországon is mindenhol jelen van, és a raktárakban károsító molylepkék egyik leggyakoribb és -kártékonyabb faja.

## Megjelenése
Az imágó 8–11 mm hosszú, szárnyának fesztávolsága 13–18 mm. Elülső szárnya világosszürke-sötétbarna, a belső szegély felé eső része néha egészen világos. A belső harántvonal éles, ferde, piszkosfehér, és kívülről egy sötét vonal határolja. A szárnycsúcson két fekete pötty látható. A hátsó szárny háromszögletű, piszkosfehér.

## Életmódja
A nőstény 3–12 napos élete alatt 100–300 selyemfehér petét rak a tápanyagokra vagy azok közelébe. A kifejlett hernyó 11–15 mm hosszú; sárgásfehér, olykor rózsaszínű. Amint kibújt a petéből, szőni kezd, és a szövedék védelmében táplálkozik. A szövedékben rágcsáléka és ürüléke is jól látható. A bábállapot két hétig tart; teljes fejlődési ideje a hőmérséklettől és a táplálékforrástól függőn 40–200 nap lehet.
A kifejlett hernyó telel át. Hazánkban évente 2-3 nemzedéke fejlődik ki, a melegebb vidékeken vagy a jól fűtött raktárakban, háztartásokban négy.
A lepke nem táplálkozik és alkonytájt repül; a mesterséges fény nagyon vonzza.
Előfordul a gabonafélékben, a növények őrleményeiben és mindenféle, lisztből készült termékben. 
Megtalálható a szárított növényekben (zöldség, gyümölcs, gyógynövény), gombában, dohányban, kakaóban, kakaóbabban és csokoládéban is. Tömegesen a rosszul szellőztetett, sötét raktárakban szaporodik el, de a háztartásokban is gyakori. A párás meleg nagyban segíti terjedését.
Csak a táplálékban szövedéket készítő lárva károsít.

## Külső hivatkozások
- ORDO: LEPIDOPTERA - LEPKÉK
- Élelmiszer-kártevők
- Mészáros Zoltán – Szabóky Csaba: A magyarországi molylepkék gyakorlati albuma. Budapest: Agroinform. 2005.  arch Hozzáférés: 2018. április 6. (PDF)